# 91395 Sakanouenokumo
91395 Sakanouenokumo è un asteroide della fascia principale. Scoperto nel 1999, presenta un'orbita caratterizzata da un semiasse maggiore pari a 2,6505534 UA e da un'eccentricità di 0,1311561, inclinata di 10,84826° rispetto all'eclittica.